# Irak en los Juegos Olímpicos de Seúl 1988
Irak estuvo representado en los Juegos Olímpicos de Seúl 1988 por un total de 27 deportistas masculinos que compitieron en 5 deportes.
El portador de la bandera en la ceremonia de apertura fue el jugador de tenis de mesa Abdulwahab Ali. El equipo olímpico iraquí no obtuvo ninguna medalla en estos Juegos.